# Vanneberga
Vanneberga est une localité suédoise située dans la commune de Kristianstad en Scanie.
Sa population était de 188 habitants en 2015.